# Charaxes cedreatis
Charaxes cedreatis är en fjärilsart som beskrevs av William Chapman Hewitson 1874. Charaxes cedreatis ingår i släktet Charaxes och familjen praktfjärilar. Inga underarter finns listade i Catalogue of Life.

## Bildgalleri

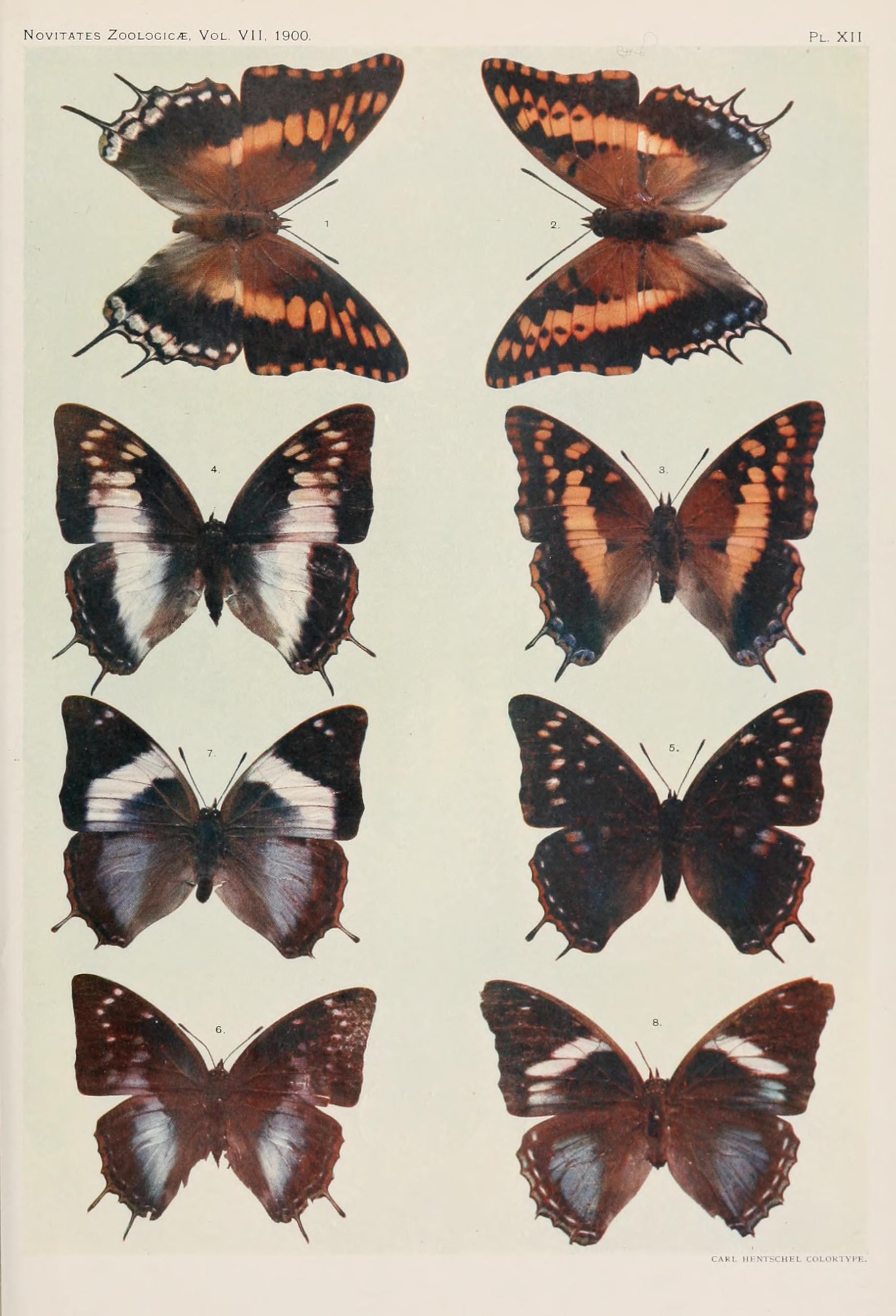